# Sint-Petruskapel (Thorn)
De Sint-Petruskapel  is een kapel in Thorn in de Nederlandse gemeente Maasgouw. De kapel staat aan de rand van natuurgebied Meggelveld op de hoek van de Segershof met de Panheeldersteeg ten oosten van het dorp.
Op ongeveer 440 en 375 meter naar het noordwesten staan respectievelijk de Onze-Lieve-Vrouw-van-Rustkapel en de Sint-Jozefkapel.
De kapel is gewijd aan de heilige apostel Petrus.

## Geschiedenis
Vermoedelijk werd in de eerste helft van de 19e eeuw de kapel gebouwd langs de weg Wessem-Thorn.
In de Tweede Wereldoorlog werd de kapel verwoest, waarvan alleen nog de resten van de fundering bestaan.
In 1993 werd de kapel op een andere herbouwd.

## Bouwwerk
Voor de kapel ligt er een bestrating van Maaskeien en kinderkopjes waarin een cirkel mer daarin een kruis gelegd is.
De rode bakstenen kapel is opgetrokken op een rechthoekig plattegrond en wordt gedekt door een zadeldak met betonplaten. Op de nok boven de frontgevel is een kruis aangebracht. In de frontgevel bevindt zich de rondboogvormige toegang die wordt afgesloten met twee rechthoekige deuren en erboven een timpaan. Deze timpaan is beschilderd met twee gekruiste sleutels, takjes met bladeren en in het midden St. Petrus. In de linker zijgevel is een gevelsteen ingemetseld met de tekst Heropgericht 1993.
Van binnen is de kapel uitgevoerd in baksteen en tegen de achterwand is een hoog kunstig geschilderd altaar geplaatst. Het altaar bestaat in de onderste helft uit twee zuilen, daarboven het altaarblad, en in de bovenste helft wederom twee zuilen met daarop een fronton. Het geheel is licht van kleur, voorzien van goudkleurige omlijstingen en marmeren zuiltjes. Tussen de twee zuilen van de bovenste helft bevindt zich een rondboog met dubbele deur. Ervoor staat op het altaar een polychroom beeld van Sint-Petrus die in in zijn rechterhand een kruis ondersteboven vasthoudt, in zijn linkerhand veegt hij met een doek tranen van zijn gezicht en naast hem staat bij zijn voeten een kleurrijke haan. Deze haan verwijst naar een uitspraak van Jezus dat Petrus hem drie keer zou verloochenen voordat de haan zou kraaien (Matteüs 26, 69-75).